# Krenîci, Obuhiv
Krenîci (în ucraineană Креничі) este un sat în comuna Pidhirți din raionul Obuhiv, regiunea Kiev, Ucraina.

## Demografie
Componența lingvistică a localității Krenîci
     Ucraineană (90,37%)
     Rusă (8,15%)
     Alte limbi (0,74%)
Conform recensământului din 2001, majoritatea populației localității Krenîci era vorbitoare de ucraineană (90,37%), existând în minoritate și vorbitori de rusă (8,15%).